# بطولة العالم لكرة الطائرة للسيدات 1960
أقيمت بطولة العالم لكرة الطائرة للسيدات 1960 في نسختها الثالثة في ريو دي جانيرو في البرازيل في الفترة من 28 أكتوبر وإلى 14 نوفمبر 1960.

## المنتخبات المشاركة
| المجموعة أ - الأرجنتين - اليابان - بولندا - الأوروغواي | المجموعة ب - البرازيل - الولايات المتحدة - ألمانيا الغربية | المجموعة ج - تشيكوسلوفاكيا - الاتحاد السوفيتي - بيرو |

## الترتيب النهائي
| 1. الاتحاد السوفيتي 2. اليابان 3. تشيكوسلوفاكيا 4. بولندا 5. البرازيل 6. الولايات المتحدة 7. بيرو 8. الأرجنتين 9. الأوروغواي 10. ألمانيا الغربية | \| بطولة العالم لكرة الطائرة للسيدات 1960 \| \| -------------------------------------- \| \| · الاتحاد السوفيتي · للمرة الثالثة \| |
| بطولة العالم لكرة الطائرة للسيدات 1960 | |
| · الاتحاد السوفيتي · للمرة الثالثة | |

## روابط إضافية
- الاتحاد الدولي لكرة الطائرة